# Габагкова, Виктория Хазбатыровна
Викто́рия Хазбаты́ровна Габа́гкова (1 января 1970, Хумалаг, Северо-Осетинская АССР — 8 мая 2024) — российская армрестлерша, семнадцатикратная чемпионка мира, шестнадцатикратная чемпионка Европы, многократная чемпионка России и победительница многих турниров. Заслуженный мастер спорта России (1995).

## Биография
Родилась 1 января 1970 года в селении Хумалаг Правобережного района Северной Осетии. Училась в Хумалагской школе, после 8 класса поступила в Специальное профессионально-техническое училище № 16 селения Михайловского и в 1985 году окончила обучение. Окончила факультет физического воспитания и спорта Северо-Осетинского государственного университета имени Коста Левановича Хетагурова.
Сильные руки Виктории заметил Асланбек Еналдиев и привлёк её к занятиям армрестлингом. В 1993 году стала чемпионкой мира, РСФСР, победительницей международного турнира «Виктория» в Кисловодске и международного турнира «Золотой медведь». В 1994 году стала чемпионкой мира в Швеции правой и левой руками, Европы в Израиле, победительницей международного турнира «Золотой медведь» правой и левой руками и чемпионкой мира среди профессионалов в Петалумо. Позже ещё много раз выигрывала чемпионаты мира, Европы, России и другие крупные турниры. В 1997 году по контракту переехала в Казань и выступала за команду Татарстана.
Самая сильная спортсменка в мире среди женщин в весовой категории свыше 80 кг.
Умерла 8 мая 2024 года в возрасте 54 лет. Похоронена в селе Хумалаг.

## Спортивные достижения
- Семнадцатикратная чемпионка мира
- Шестнадцатикратная чемпионка Европы
- Двукратная победительница международного турнира «Золотой медведь» (1993, 1994)
- Победительница международного турнира «Виктория» в Кисловодске (1993)